# Aipysurus duboisii
Aipysurus duboisii hoặc Rắn biển Dubois là một loài rắn biển. Môi trường sống bao gồm Papua New Guinea, New Caledonia và các vùng ven biển phía Bắc, phía đông và phía tây của Úc, đó là biển Coral, biển Arafura, biển Timor và Ấn Độ Dương. Chúng sống ở độ sâu tới 80 mét trong rạn san hô, cát và bùn trầm tích có chứa rong biển, động vật không xương sống và san hô và bọt biển có thể phục vụ như là nơi trú ẩn. Những con rắn ăn con lươn biển và cá khác nhau sống trên đáy biển, có chiều dài lên đến 7 cm. Nó sinh con chứ không phải là đẻ trứng. Chúng là loài gây hấn vừa, tức là sẽ cắn nếu bị khiêu khích, nhưng không một cách tự nhiên. Răng nanh dài 1,8 mm là tương đối ngắn đối với rắn, và lượng nọc độc là 0,43 mg. Aipysurus duboisii là một loài hoạt động lúc chạng vạng, có nghĩa là chúng hoạt động tích cực nhất vào lúc bình minh và hoàng hôn. Con trưởng thành dài đến 148 cm nhưng thường dài 80 cm. Đầu hơi rộng hơn thân.
Độc tính cấp tính của nọc độc rắn thông thường được thử nghiệm trên động vật phòng thí nghiệm và được đánh giá về liều gây chết trung bình (LD50), có nghĩa là liều lượng cần thiết để giết chết một nửa các thành viên trong một nhóm cá thể đem thử nghiệm được chia cho trọng lượng của động vật thử nghiệm. LD50 phụ thuộc vào con vật. Thỏ nhạy cảm hoảng hai lần đối với nọc độc của con rắn biển so với chuột, cá và ếch nhái thậm chí còn nhạy cảm hơn. LD50 của nọc độc A. duboisii được tiêm dưới da của chuột là 0,044 mg/kg trọng lượng cơ thể. A. duboisii là con rắn biển độc xếp thứ hai sau Hydrophis Belcheri (LD50=0.00025 mg/kg) Oxyuranus microlepidotus (LD50=0.025 mg/kg) và Pseudonaja textilis, LD50=0.0365 mg/kg).